# Dulce Nombre de Culmí
Dulce Nombre de Culmí é uma cidade hondurenha do departamento de Olancho.